# 1831 na ciência

## Nascimentos
| Data          | Nome                  | Profissão           | Nacionalidade                         | Observações                 | Ref         |
| ------------- | --------------------- | ------------------- | ------------------------------------- | --------------------------- | ----------- |
| 16 de maio    | David Edward Hughes   | inventor e músico   | Reino Unido da Grã-Bretanha e Irlanda | m. 1900 Medalha Real 1885   | [ 1 ] [ 2 ] |
| 13 de junho   | James Clerk Maxwell   | físico e matemático | Reino Unido da Grã-Bretanha e Irlanda | m. 1879                     |             |
| 29 de outubro | Othniel Charles Marsh | paleontólogo        | Estados Unidos                        | m. 1899 Medalha Bigsby 1877 | [ 3 ]       |

## Mortes
| Data | Nome | Profissão | Nacionalidade | Observações | Ref |
| ---- | ---- | --------- | ------------- | ----------- | --- |

## Prémios
Medalha Copley
- George Biddell Airy[4]